# Francisco Sieuve de Meneses e Lemos
 Francisco Sieuve de Meneses e Lemos  (Ilha Terceira, Açores, Portugal, 21 de Novembro de 1855 —?) foi um jornalista português e funcionário das alfândegas de Portugal.

## Biografia
Ao entrar para a fiscalização externa das alfândegas veio a exercer cargos de superior categoria, foi inspector de l.ª classe da fiscalização dos impostos. 
Foi jornalista e colaborador em vários jornais. Fundou e foi o director da revista literária angrense "A Semana", cujo primeiro número saiu no dia 1 de Janeiro de 1900. 
Foi a primeira revista, no seu género, do arquipélago dos Açores, apresentando gravuras de homens notáveis de Portugal e estrangeiro, de artistas, monumentos, costumes, etc.